# Grupo Euronotícias S.A.
Grupo Euronotícias S.A. foi uma empresa portuguesa cuja principal actividade era a imprensa escrita.
O grupo, teve como accionista principal a Finantel, Distribuição, SGPS S.A com 57% do capital e tendo Armando Jorge Costa Carneiro Neves de Matos como presidente do grupo.
O grupo Euronotícias possuía participações em várias empresas:
- 70 % da Economia Pura[2]
- 55 % da Marketeer[2]
- Euronotícias[2]
- Ganhar.net[2]
- Guia do Franchising[2]

Foi declarada a falência do grupo em 2008.